# فیضی الاتاسی
فیضی الاتاسی (۱۸۹۹–۱۹۸۲)، سیاستمدار، وکیل و یکی از بنیانگذاران حزب خلق سوریه بود. در زمان جمهوری نخست سوریه، نمایندهٔ حمص در انتخابات ۱۹۴۷ شد و تا سال ۱۹۶۳م و سقوط جمهوری یکم سوریه، این منصب را حفظ کرد. در چندین کابینهٔ نخست‌وزیران سوریه، وزیر خارجه انتخاب شد. وی شهرداریٍ حمص و استانداریٍ حما در زمان حیاتش به گرده گرفت.
اتاسی روزنامه «سوریه جدید» را در حمص، سال ۱۹۴۸ افتتاح کرد. این روزنامه در زمان کودتای یکم ادیب شیشکلی در سال ۱۹۵۱، بسته شد.